# Astragalus uniflorus
Astragalus uniflorus är en ärtväxtart som beskrevs av Dc. Astragalus uniflorus ingår i släktet vedlar, och familjen ärtväxter. Inga underarter finns listade i Catalogue of Life.